# Paranotoreas ferox
Paranotoreas ferox là một loài bướm đêm trong họ Geometridae.